# Risalat al-Ghufran
El Risālat al-Ghufrān (en árabe:  رسالة الغفران), o La epístola del perdón, es una obra satírica de poesía árabe escrita por Al-Maʿarri alrededor de 1033 d. C. 
Algunos autores, entre ellos Miguel Asín Palacios, han afirmado que el Risālat al-Ghufrān influyó a Dante en su escritura de la Divina Comedia.

## Contexto
La obra es una respuesta a una carta enviada a Al-Maʿarri por un gramático, tradicionalista islámico, ʿAlī ibn Manṣūr al-Ḥalabī, conocido como Ibn al-Qāriḥ. En palabras de Suzanne Pinckney Stetkevych:
En su epístola, Ibn al-Qāriḥ hace alarde santurrón de su propio conocimiento y ortodoxia al impugnar a varios poetas y eruditos por ser zindīqs o herejes. Con ello insinúa un desafío a las creencias religiosas de Al-Maʿarrī, quien expresó en su poesía ideas consideradas heréticas por muchos. Al-Maʿarrī asume este desafío en su respuesta, Risālat al-Ghufrān, al presentar un tour de force de su propio conocimiento extraordinario y, además, al ofrecer una representación imaginaria y burlona de Ibn al-Qāriḥ en el más allá islámico. Allí, Ibn al-Qāriḥ es tomado repetidamente por sorpresa a merced del Todopoderoso, al descubrir en el jardín celestial a poetas y hombres de letras que él mismo había condenado como incrédulos. De ahí el título de la epístola de al-Maʿarrī y su mensaje permanente: que el hombre no debe pretender limitar la misericordia de Dios. 

## Contenido
La historia comienza con Ibn al-Qāriḥ en el cielo. Al-Maʿarri describe el cielo, tal como se describe en el Corán, como un lugar de placeres. Todo lo prohibido en la vida se vuelve permisible y todos los deseos se cumplen con la gracia de Dios. La historia luego explica cómo Ibn al-Qāriḥ pudo entrar al cielo. Mientras esperaba su juicio fuera del reino celestial, Ibn al-Qāriḥ se sentía nervioso ante la perspectiva de su juicio, sabiendo que había llevado una vida de confraternizar con hombres ricos, huesos y pecados, decide escribir un poema a los guardianes del cielo. Fracasa, pero continúa encontrando maneras de evadir el infierno hasta que logra obtener el perdón del profeta islámico Mahoma. Después de ir al cielo, Ibn al-Qāriḥ decide visitar el infierno. Lo encuentra lleno de los más grandes poetas árabes. Regresa al cielo y allí encuentra a Adán. Le pregunta a Adán si realmente dijo: «Somos creados de la tierra y a ella volveremos». Adán responde que no.

## Influencia
Pese a las resistencias de la crítica literaria dantiana por reconocer la manifiesta inspiración de la Divina Comedia de Dante en la Risala de Maarri, el español Miguel Asín Palacios dedicó una buena parte de su obra a demostrarlo. El sector mayoritario de la crítica anglosajona e italiana ha preferido dejarlo en una mera comparación, debido al formato de la conversación con los muertos en el paraíso de la Divina Comedia, de Dante, haciendo quedar a Ma'arri como un simple precursor. Pero la crítica española, siguiendo a Asín Palacios, ha conseguido demostrar que, sin negar la originalidad de Dante, es indudable su deuda con la Risala de Ma'arri.

## Ediciones y traducciones
- آمرزش؛ ترجمه عبدالمحمد آیتی (La Epístola del Perdón, traducida por Abdul Mohammad Ayati) 2ª ed. (Teherán: Publicaciones Ashrafi, 1357)
- رساله الغفران (La Epístola del Perdón) Traducido por Haidar Shojaei. 1ª edición. (Teherán: Asociación Científica y Cultural Majd, 1379)
- Reynold A. Nicholson, 'El Risālatu'l-Ghufrān de Abū'l-ʿAlāʾ al-Maʿarrī, resumido y parcialmente traducido', Journal of the Royal Asiatic Society (1900), 637-720; (1902), 75-101, 337-62, 813-47.
- Risālat al-Ghufrān li-Abī al-ʿAlāʾ al-Maʿarrī, ed. por ʿĀʾishah ʿAbd al-Raḥmān [Bint al-Shāṭiʾ], 7ª ed. (El Cairo: Dār al-Maʿārif, 1981) [primera ed. 1950].
- L'Épître du perdón, trad. de Vincent-Mansour Monteil (París: Gallimard, 1984).
- Abū al-ʿAlāʾ al-Maʿarrī, Paradies und Hölle: Die Jenseitsreise aus dem “Sendschreiben über die Vergebung”, trad. por Gregor Schoeler (Múnchen: Beck, 2002).
- Abū l-ʿAlāʾ al-Maʿarrī, The Epistle of Forgiveness, Volume One: A Vision of Heaven and Hell Preceded by Ibn al-Qāriḥ’s Epistle, ed. y traducción de Geert Jan van Gelder y Gregor Schoeler ( New York University Press, 2013).
- Abū l-ʿAlāʾ al-Maʿarrī, The Epistle of Forgiveness, Volume Two: Or, a Pardon to Enter the Garden: Hypocrites, Heretics, and Other Sinners, ed. y trad. de Geert Jan Van Gelder y Gregor Schoeler (New York University Press 2014).
- Suzanne Pinckney Stetkevych, The Snake in the Tree in Abu al-ʿAlaʾ al-Maʿarri’s Epistle of Forgiveness: Critical Essay and Translation, Revista de literatura árabe, 45 (2014), 1-80.